# Carlos Pinto
José Carlos Alves Ferreira Pinto, noto semplicemente come Carlos Pinto (Paços de Ferreira, 2 marzo 1973), è un allenatore di calcio ed ex calciatore portoghese, di ruolo centrocampista, tecnico del Leça.